# إليزا سوينسون
إليزا سوينسون (بالإنجليزية: Eliza Swenson)‏ هي ممثلة أمريكية، ولدت في 28 يوليو 1983 في الولايات المتحدة.

## وصلات خارجية
- إليزا سوينسون على موقع IMDb (الإنجليزية)
- إليزا سوينسون على موقع ألو سيني (الفرنسية)
- إليزا سوينسون على موقع ميوزك برينز (الإنجليزية)
- إليزا سوينسون على موقع أول موفي (الإنجليزية)
- إليزا سوينسون على موقع ديسكوغز (الإنجليزية)
- إليزا سوينسون على موقع قاعدة بيانات الفيلم (الإنجليزية)
- إليزا سوينسون على موقع كينوبويسك (الروسية)